# سنگوکو جیئیتای
جی. ای. سامورایی (به ژاپنی: 戦国自衛隊 Sengoku jieitai) فیلمی در ژانر علمی–تخیلی، علمی–تخیلی، ماجراجویی، سینمای جهان و سینمای سامورایی به کارگردانی کوسی سایتو است که در سال ۱۹۷۹ اکران شد.

## بازیگران
- سونی چیبا
- تسونه‌هیکو واتاسه
- اتسوکو شیهومی
- هیرویوکی سانادا
- هیروکو یاکوشیمارو
- کودوکاوا کاروکی
- ماسائو کوساکاری